# Donji Stoliv
Donji Stoliv (srbsky Доњи Столив) je vesnice a přímořské letovisko v Černé Hoře, nacházející se u zálivu Boka Kotorska. Je součástí opčiny města Kotor, od něhož se nachází asi 8 km severozápadně. V roce 2003 zde trvale žilo 336 obyvatel.
Sousedními letovisky jsou Lepetani a Prčanj.